# First Vienna Football Club 1894
El First Vienna Football Club 1894 es un club de fútbol de Viena, la capital de Austria. Juega en la 2. Liga.
Fue fundado el 22 de agosto de 1894 en el distrito vienés de Döbling, siendo el club de fútbol más antiguo del país. A lo largo de su historia ha cumplido un papel importante en el desarrollo del fútbol en Austria. Disputó el primer partido entre clubes contra el Vienna Cricket el 22 de agosto de 1894. Tres años después participó en uno de los primeros torneos de carácter internacional, la Copa Challenge del Imperio austrohúngaro, de la que fue campeón en dos ocasiones. Su mejor época deportiva llegó en la década de 1930 con la consecución de sus dos primeras ligas austríacas (1931 y 1933) y la Copa Mitropa de 1931. Además, en 1943 se proclamaron vencedores de la Tschammerpokal (actual Copa de Alemania).
En las vitrinas del First Vienna figuran seis ligas austríacas (la última, de 1955) y tres Copas de Austria.

## Historia

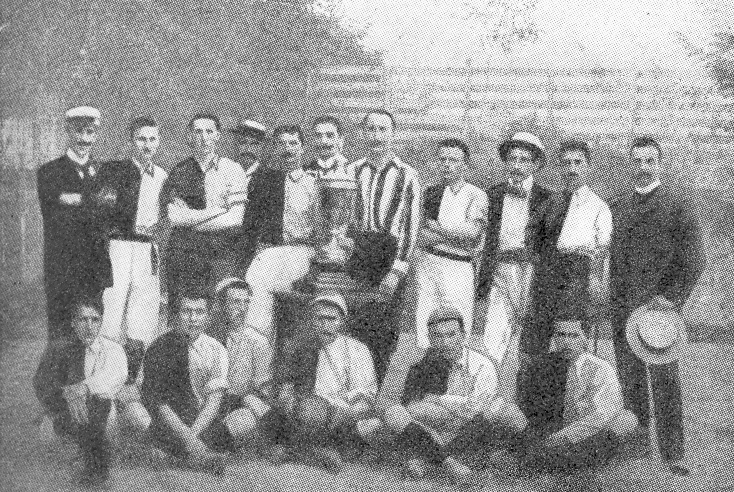
Equipo del First Vienna que ganó la Copa Challenge de 1899.

El origen del First Vienna está relacionado con los inicios del fútbol en Austria. A principios de la década de 1890 los jardineros del barón Nathaniel Meyer von Rothschild, muchos de ellos ingleses, comenzaron a jugar al fútbol en un terreno de pasto cedido por el propietario. Además del campo, les regaló como equipación unos trajes de jockey con los colores de la familia Rothschild, azul y amarillo. Su fundación se produjo el 22 de agosto de 1894, por lo que legalmente es el decano del fútbol austríaco. Su primer partido lo disputó el 15 de noviembre de 1894 frente al Vienna Cricket and Football-Club, creado un día después que ellos, y se resolvió con derrota por 0:4. Dicha rivalidad se mantuvo hasta que el Vienna Cricket desapareció en 1936.
En 1897 participó en la primera edición de la Copa Challenge, un trofeo abierto a todos los clubes del imperio austrohúngaro, y fue campeón de las dos siguientes ediciones (1899 y 1900). 
A comienzos de la década de 1930 vivió su mayor época de esplendor gracias a dos Copas de Austria consecutivas (1929 y 1930) y el título de liga en la temporada 1930-31 de la Primera División Austríaca. Y en 1931 se convirtió en el campeón de la Copa Mitropa, derrotando al Wiener Athletiksport. Cuando Austria fue anexionada por la Alemania nazi, el First Vienna lideró su división de la Gauliga durante tres ediciones seguidas y en 1943 ganó la Tschammerpokal, contra el Luftwaffen-SV Hamburg por 3:2. Después de la liberación de Austria, el equipo mantuvo su nivel y en la temporada 1954-55 obtuvo su sexto campeonato de liga.
El First Vienna no aguantó el ritmo competitivo de sus rivales locales, como el Rapid Viena y el Austria Viena, y en 1968 descendió a Segunda División por primera vez. A la entidad le costó adaptarse al fútbol profesional, aunque pudo retornar a la máxima categoría en los años 1980. Con la ayuda de internacionales como Mario Alberto Kempes y Gerhard Steinkogler consiguió incluso clasificarse para la Copa de la UEFA en 1988 y 1989. Sin embargo, nunca más reverdeció laureles. La última hazaña de su historia fue llegar hasta la final de la Copa de Austria de 1997, la cual perdieron contra el Sturm Graz.

## Estadio

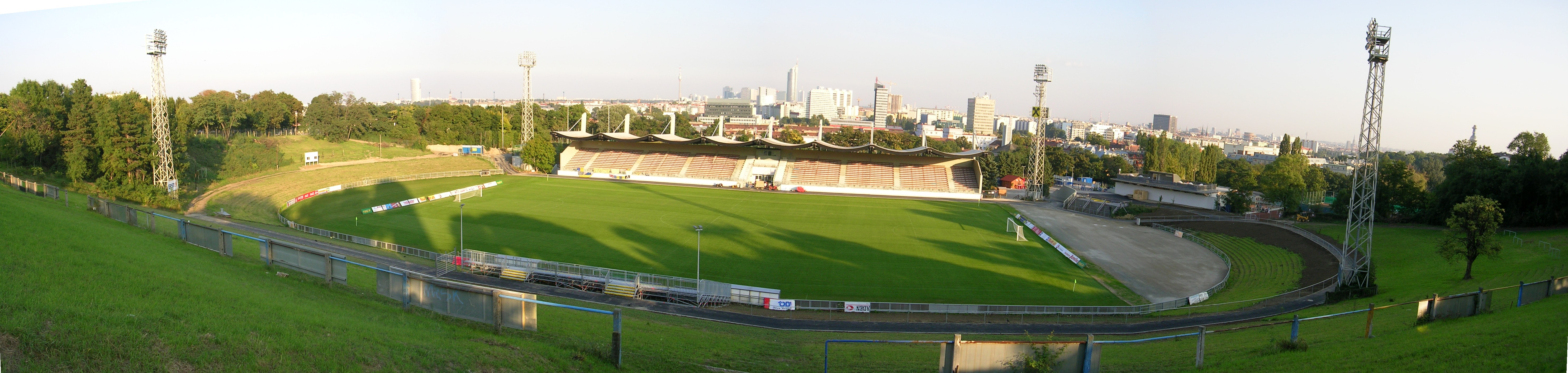
Panorámica del Estadio Hohe Warte desde la colina natural.

El estadio donde el First Vienna disputa sus partidos como local es el Estadio Hohe Warte, ubicado en el distrito vienés de Döbling al noroeste de la ciudad. Su aforo actual es de 5.500 espectadores y tiene césped natural. Hoy en día alberga fútbol y rugby.
Su diseño corrió a cargo del atleta y arquitecto Eduard Schönecker, quien lo construyó sobre una colina para crear un anfiteatro natural. Fue inaugurado el 19 de junio de 1921 con un partido entre el First Vienna y el Sport Club Hakoah Wien, que terminó con victoria local por 2:1. En la década de 1920 era una de las instalaciones más modernas de Europa, sede de la selección de Austria y lugar de culto para celebrar óperas al aire libre. No obstante, la inauguración del Estadio Prater en 1931 hizo que quedase en un segundo plano.
El 3 de noviembre de 1956 se jugó el primer encuentro de fútbol en Austria con iluminación artificial.

## Palmarés
| Torneos Nacionales            | Torneos Nacionales                        | Torneos Nacionales                                   |
| Competición                   | Títulos                                   | Subcampeonatos                                       |
| Títulos de Liga               | Títulos de Liga                           | Títulos de Liga                                      |
| ----------------------------- | ----------------------------------------- | ---------------------------------------------------- |
| Bundesliga de Austria (3/6)   | 1930-31, 1932-33, 1954-55.                | 1923-24, 1925-26, 1931-32, 1935-36, 1956-57, 1960-61 |
| 2. Landesliga (3/0)           | 2018-19, 2019-20, 2020-21                 |                                                      |
| Regionalliga Ost (1/0)        | 2021-22                                   |                                                      |
| Gauliga Donau-Alpenland (3/0) | 1941-42, 1942-43, 1943-44. (Record)       |                                                      |
| Campeonato Alemán (0/1)       |                                           | 1942                                                 |
| Títulos de Copa               |                                           |                                                      |
| Copa de Austria (3/6)         | 1929, 1930, 1937                          | 1925, 1926, 1936, 1946, 1961, 1997                   |
| Copa de Alemania (1/0)        | 1943. (Único equipo no alemán en ganarla) |                                                      |

- La Gauliga Donau-Alpenland fue el Torneo Regional de Primera División, para los equipos austriacos y checoslovacos durante la invasión nazi.

Su vencedor, clasificaba a la fase final del Campeonato Alemán, también llamado, Gauliga Alemana.
- La Challenge Cup fue torneo de copa exclusivo para equipos pertenecientes al Imperio Austro-Húngaro.

Se lo considera como un torneo precursor de la Copa Mitropa.

## Participación en competiciones de la UEFA
| Temporada | Torneo   | Ronda | Club               | Casa | Visita | Global |
| --------- | -------- | ----- | ------------------ | ---- | ------ | ------ |
| 1988–89   | UEFA Cup | 1     | Ikast FS           | 1–0  | 2–1    | 2–2    |
| 1988–89   | UEFA Cup | 2     | TPS Turku          | 2–1  | 1–0    | 2–2    |
| 1989–90   | UEFA Cup | 1     | Valletta F.C.      | 3–0  | 1–4    | 7–1    |
| 1989–90   | UEFA Cup | 2     | Olympiacos Piraeus | 2–2  | 1–1    | 3–3    |